# Креатинин
Креатининът (на гръцки: κρέας – „плът“) е изходен продукт от разграждането на креатинфосфата в мускулите и обикновено се произвежда от организма в постоянно количество за единица време, но в зависимост от обема на мускулната маса.

## Приложение в медицината
Серумната концентрация е основен индикатор за здравето на бъбреците и отразява способността им да филтритрат отпадните продукти, поради факта, че креатининът се изхвърля непроменен по бъбречен път и с постоянен дебит (постоянна скорост), т.е. по него може да се съди изобщо за дебита на бъбрека и колко ефективно се отделят и други отпадни вещества. За синтеза на креатинина са необходими креатин, фосфокреатин (също под името креатинфосфат) и енергия, предоставена от аденозинтрифосфат (ATP, енергийният запас на организма). От своя страна, креатинът се синтезира главно в черния дроб посредством метилиране на глюкоциамин (гуанидиноацетат, синтезиран в бъбреците от аминокиселините аргинин и глицин) посредством адеметионина (S-adenosyl methionine). След това креатинът се транспортира по кръвен път до органите и особено мускулите и мозъка, където посредством фосфорилиране, се превръща във високо енергетичното вещество фосфокреатин. В процеса ни синтеза на креатинина, катализиран от ензима креатинкиназа, креатинът и фосфокреатинът се преобразуват в креатинин.
Прочистването на кръвта от креатинина се осъществява в нефроните главно посредством гломерулна филтрация в малпигиевите телца, но също така креатининът се секретира от перитубулните капиляри в проксималните каналчета. Реабсорбирането на креатинина обратно в кръвта при нормална филтрационна функция е от нула до пренебрежително малко. При недостатъчна или неефективна бъбречна филтрация, серумните нива на креатинина се покачват. В това именно се състои ценността на теста за проверка на серумната концентрация на креатинин. Знаейки нивата на креатинина в кръвта и урината може да се определи индексът на гломерулна филтрация (ИГФ). С помощта на формули може да се направи приближение на стойността на ИГФ само по стойностите на серумния креатинин.
При сравнително здрави бъбреци, формулата за съпоставяне на креатинина и бъбречната функция работи безотказно, но с влошаване на бъбречните функции голяма част от креатинина се хиперсекретира в проксималните каналчета, което изкуствено занижава оценката на реалната филтрация, поради намален (чрез този компенсаторен механизъм) серумен креатинин.
Определени вещества като кетонни тела, циметидин (тагамет) и триметоприм намаляват каналчестата секреция на креатинина и повишават точността на оценката за ИГФ, при особено крайна форма на хронична- или остра бъбречна недостатъчност.
Всеки ден 1 – 2% от мускулния креатин се трансформира в креатинин. Типично мъжете имат по-високи нива на креатинина от жените, поради разликата в анатомичната структура и по-голяма скелетно-мускулна маса. Изкуствено повишаване на нивата на креатинина може да се постигне чрез консумация на препарати за културизъм, фитнес и други подобни, съдържащи креатин; същият ефект може да се получи при консумация на повече месо.

## Диагностична употреба

### Серумен креатинин
Измерването на серумния креатинин е сравнително прост тест и не изисква особено сложна лаборатория; той е най-честият диагностичен инструмент за оценка на бъбречната функция. Поради способността на организма да компенсира при нарушени функции, повишаването на серумния креатинин е късно и обикновено сериозно явление след значително увреждане на нефроните. Поради тази причина, измерване само на креатинина би било крайно недостатъчно за ранна диагностика, но в комбинация с концентрацията на креатинина в урината или при подадени данни за пола, възрастта и етническата принадлежност на пациента, концентрацията на креатинина се използва за определяне на индекса на гломерулна филтрация без да се налага трудоемкото и недотам точно 24-часово събиране на урина. Повечето американски лаборатории автоматически изчисляват ИГФ на основание на подадените данни при поискано измерване на креатинина, обикновено като част от комплекта кръвни тестове „Химия-7“ (натрий, калий, хлор, бикарбонат, урея, креатинин и глюкоза).

## Химизъм
По отношение на химическите свойства, креатининът е спонтанно генериран цикличен дериват на креатина. Съществуват няколко тавтомери на креатинина, по ред на разпространение те са:
- 2-Амино-1-метил-1H-имидазол-4-ол (или 2-амино-1-метилимидазол-4-ол);
- 2-Амино-1-метил-4,5-дихидро-1H-имидазол-4-он;
- 2-Имино-1-метил-2,3-дихидро-1H-имидазол-4-ол (или 2-имино-1-метил-3H-имидазол-4-ол);
- 2-Имино-1-метилимидазолидин-4-он;
- 2-Имино-1-метил-2,5-дихидро-1H-имидазол-4-ол (или 2-имино-1-метил-5H-имидазол-4-ол).